# Ugo Napoli
Ugo Napoli (Reggio Calabria, 2 gennaio 1922 – Reggio Calabria, 24 dicembre 1977) è stato un politico italiano.

## Biografia
Esponente del Partito Socialista Democratico Italiano, è stato deputato nella IV e nella V legislatura, rimanendo in carica dal 1963 al 1972.
Si è spento a 55 anni, il giorno della vigilia di Natale del 1977.